# Nova Amesterdã (Guiana)
Nova Amesterdã (português brasileiro) ou Nova Amesterdão (português europeu) (em inglês: New Amsterdam) é uma cidade da Guiana e capital da região de East Berbice-Corentyne. Está situada na margem leste da foz do rio Berbice. A cidade cobre uma área de 2,78 km² e é um porto importante para a exportação de bauxita.